# Seligeriaceae
Die Seligeriaceae sind eine Familie der Laubmoose (Bryophyta).

## Merkmale
Die Pflanzen sind mit Ausnahme der Gattung Blindia sehr klein. Sie werden ein bis acht Millimeter hoch, Blindia bis acht Zentimeter. Die Stämmchen sind einfach oder geteilt. Sie bilden keinen Rhizoidenfilz. Die Blätter haben eine hohle Basis, eine Rippe und enden pfriemenförmig. Die Gametangienstände sind gipfelständig. Die Kapsel ist aufrecht und regelmäßig, das Peristom besteht aus 16 Zähnen, die ungeteilt sind, sie können aber auch fehlen. Die Kalyptra ist klein und kappen- oder mützenförmig.

## Verbreitung und Systematik
Die Vertreter besiedeln ausschließlich Felsen. Die Familie gehört zur Ordnung Grimmiales und umfasst 5 Gattungen:
- Blindia, 23 Arten, weltweit
- Brachydontium, 2 Arten, Europa, Amerika, Asien, Australien
  - Brachydontium trichodes, einzige europäische Art der Gattung
- Hymenolomopsis, 1 Art, Mexiko
  - Hymenolomopsis tolucensis
- Seligeria, 21 Arten, gemäßigte Breiten Nordhalbkugel, Australien
- Valdonia, 1 Art, Kerguelen
  - Valdonia microcarpa

## Belege
- Jan-Peter Frahm, Wolfgang Frey: Moosflora (= UTB. 1250). 4., neubearbeitete und erweiterte Auflage. Ulmer, Stuttgart 2004, ISBN 3-8252-1250-5.